# Copa del Rey de fútbol 1989-90
La Copa del Rey de Fútbol 1989-90 fue la edición número 86 de dicha competición española. Contó con la participación de 44 equipos.

## Primera ronda

### Cuadro
| Equipo 1                   | Agr.  | Equipo 2              | Ida | Vuelta |
| -------------------------- | ----- | --------------------- | --- | ------ |
| U. D. Alzira               | 1-3   | C. D. Málaga          | 1-1 | 0-2    |
| F. C. Barcelona Atlético   | 2-0   | C. D. Logroñés        | 0-0 | 2-0    |
| Real Betis Balompié        | 2-1   | R. C. D. Mallorca     | 1-0 | 1-1    |
| Real Burgos C. F.          | 1-2   | Real Sociedad de F.   | 0-1 | 1-1    |
| Castilla C. F.             | 2-3   | Real Oviedo C. F.     | 2-1 | 0-2    |
| R. C. D. Coruña            | 3-6   | C. D. Tenerife        | 3-3 | 0-3    |
| Elche C. F.                | 3-2   | S. D. Eibar           | 2-1 | 1-1    |
| R. C. D. Español           | 0-1   | Sevilla F. C.         | 0-0 | 0-1    |
| U. E. Figueres             | 3-4   | R. Sporting de Gijón  | 1-4 | 2-0    |
| U. D. Las Palmas           | 1-3   | R. C. Celta de Vigo   | 0-1 | 1-2    |
| Levante U. D.              | 3-4   | A. D. Rayo Vallecano  | 2-1 | 1-3    |
| U. E. Lleida               | 1-3   | C. Atlético Madrileño | 1-0 | 0-3    |
| C. F. J. Mollerussa        | 1-6   | Cádiz C. F.           | 1-3 | 0-3    |
| Real Murcia C. F.          | 4-7   | C. D. Castellón       | 3-4 | 1-3    |
| Palamós C. F.              | 1-5   | Athletic Club         | 0-2 | 1-3    |
| R. Racing C. de Santander  | 3-5   | Sestao S. C.          | 2-3 | 1-2    |
| Bilbao Athletic C.         | [ 1 ] | Xerez C. D.           |     |        |
| R. C. Recreativo de Huelva | 4-3   | U. D. Salamanca       | 2-1 | 2-2    |
| C. E. Sabadell F. C.       | 2-1   | C. Atlético Osasuna   | 2-0 | 0-1    |

1. ↑  El Bilbao Athletic C. se retiró antes del inicio de la competición.

### Partidos
| Ida; 12 de septiembre de 1989 | U. D. Alzira | 1:1 | C. D. Málaga |  |  |

| Vuelta; 21 de septiembre de 1989 | C. D. Málaga | 2:0 (Global 3:1) | U. D. Alzira |  |  |

| Ida; 06 de septiembre de 1989 | F. C. Barcelona Atlético | 0:0 | C. D. Logroñés |  |  |

| Vuelta; 21 de septiembre de 1989 | C. D. Logroñés | 0:2 (Global 0:2) | F. C. Barcelona Atlético |  |  |

| Ida; 06 de septiembre de 1989 | Real Betis Balompié | 1:0 | R. C. D. Mallorca |  |  |

| Vuelta; 21 de septiembre de 1989 | R. C. D. Mallorca | 1:1 (Global 1:2) | Real Betis Balompié |  |  |

| Ida; 14 de septiembre de 1989 | Real Burgos C. F. | 0:1 | Real Sociedad de F. |  |  |

| Vuelta; 21 de septiembre de 1989 | Real Sociedad de F. | 1:1 (Global 2:1) | Real Burgos C. F. |  |  |

| Ida; 06 de septiembre de 1989 | Castilla C. F. | 2:1 | Real Oviedo C. F. |  |  |

| Vuelta; 21 de septiembre de 1989 | Real Oviedo C. F. | 2:0 (Global 3:2) | Castilla C. F. |  |  |

| Ida; 06 de septiembre de 1989 | R. C. D. Coruña | 3:3 | C. D. Tenerife |  |  |

| Vuelta; 21 de septiembre de 1989 | C. D. Tenerife | 3:0 (Global 6:3) | R. C. D. Coruña |  |  |

| Ida; 06 de septiembre de 1989 | Elche C. F. | 2:1 | S. D. Eibar |  |  |

| Vuelta; 21 de septiembre de 1989 | S. D. Eibar | 1:1 (Global 2:3) | Elche C. F. |  |  |

| Ida; 06 de septiembre de 1989 | R. C. D. Español | 0:0 | Sevilla F. C. |  |  |

| Vuelta; 27 de septiembre de 1989 | Sevilla F. C. | 1:0 (Global 1:0) | R. C. D. Español |  |  |

| Ida; 06 de septiembre de 1989 | U. E. Figueres | 1:4 | R. Sporting de Gijón |  |  |

| Vuelta; 21 de septiembre de 1989 | R. Sporting de Gijón | 0:2 (Global 4:3) | U. E. Figueres |  |  |

| Ida; 06 de septiembre de 1989 | U. D. Las Palmas | 0:1 | R. C. Celta de Vigo |  |  |

| Vuelta; 21 de septiembre de 1989 | R. C. Celta de Vigo | 2:1 (Global 3:1) | U. D. Las Palmas |  |  |

| Ida; 14 de septiembre de 1989 | Levante U. D. | 2:1 | A. D. Rayo Vallecano |  |  |

| Vuelta; 21 de septiembre de 1989 | A. D. Rayo Vallecano | 3:1 (Global 4:3) | Levante U. D. |  |  |

| Ida; 06 de septiembre de 1989 | U. E. Lleida | 1:0 | C. Atlético Madrileño |  |  |

| Vuelta; 21 de septiembre de 1989 | C. Atlético Madrileño | 3:0 (Global 3:1) | U. E. Lleida |  |  |

| Ida; 06 de septiembre de 1989 | C. F. J. Mollerussa | 1:3 | Cádiz C. F. |  |  |

| Vuelta; 21 de septiembre de 1989 | Cádiz C. F. | 3:0 (Global 6:1) | C. F. J. Mollerussa |  |  |

| Ida; 06 de septiembre de 1989 | Real Murcia C. F. | 3:4 | C. D. Castellón |  |  |

| Vuelta; 21 de septiembre de 1989 | C. D. Castellón | 3:1 (Global 7:4) | Real Murcia C. F. |  |  |

| Ida; 06 de septiembre de 1989 | Palamós C. F. | 0:2 | Athletic Club |  |  |

| Vuelta; 21 de septiembre de 1989 | Athletic Club | 3:1 (Global 5:1) | Palamós C. F. |  |  |

| Ida; 06 de septiembre de 1989 | R. Racing C. de Santander | 2:3 | Sestao S. C. |  |  |

| Vuelta; 20 de septiembre de 1989 | Sestao S. C. | 2:1 (Global 5:3) | R. Racing C. de Santander |  |  |

| Ida; 06 de septiembre de 1989 | R. C. Recreativo de Huelva | 2:1 | U. D. Salamanca |  |  |

| Vuelta; 21 de septiembre de 1989 | U. D. Salamanca | 2:2 (Global 3:4) | R. C. Recreativo de Huelva |  |  |

| Ida; 06 de septiembre de 1989 | C. E. Sabadell F. C. | 2:0 | C. Atlético Osasuna |  |  |

| Vuelta; 21 de septiembre de 1989 | C. Atlético Osasuna | 1:0 (Global 1:2) | C. E. Sabadell F. C. |  |  |

## Segunda ronda

### Cuadro
| Equipo 1                   | Agr.       | Equipo 2             | Ida | Vuelta |
| -------------------------- | ---------- | -------------------- | --- | ------ |
| Real Betis Balompié        | 3-2        | C. D. Castellón      | 2-0 | 1-2    |
| Xerez C. D.                | 1-3        | C. D. Málaga         | 1-1 | 0-2    |
| R. C. Recreativo de Huelva | 2-4        | Real Oviedo C. F.    | 1-0 | 1-4    |
| C. E. Sabadell F. C.       | 2-1        | Sevilla F. C.        | 1-0 | 1-1    |
| Sestao S. C.               | 1-3        | R. C. Celta de Vigo  | 0-2 | 1-1    |
| Elche C. F.                | 0-0 (pen.) | R. Sporting de Gijón | 0-0 | 0-0    |
| C. Atlético Madrileño      | 4-5        | Real Sociedad de F.  | 2-2 | 2-3    |
| F. C. Barcelona Atlético   | 3-3 (pen.) | Cádiz C. F.          | 1-1 | 2-2    |
| C. D. Tenerife             | 5-3        | A. D. Rayo Vallecano | 2-2 | 3-1    |

### Partidos
| Ida; 04 de octubre de 1989 | Real Betis Balompié | 2:0 | C. D. Castellón |  |  |

| Vuelta; 25 de octubre de 1989 | C. D. Castellón | 2:1 (Global 2:3) | Real Betis Balompié |  |  |

| Ida; 04 de octubre de 1989 | Xerez C. D. | 1:1 | C. D. Málaga |  |  |

| Vuelta; 25 de octubre de 1989 | C. D. Málaga | 2:0 (Global 3:1) | Xerez C. D. |  |  |

| Ida; 04 de octubre de 1989 | R. C. Recreativo de Huelva | 1:0 | Real Oviedo C. F. |  |  |

| Vuelta; 25 de octubre de 1989 | Real Oviedo C. F. | 4:1 (Global 4:2) | R. C. Recreativo de Huelva |  |  |

| Ida; 04 de octubre de 1989 | C. E. Sabadell F. C. | 1:0 | Sevilla F. C. |  |  |

| Vuelta; 01 de noviembre de 1989 | Sevilla F. C. | 1:1 (Global 1:2) | C. E. Sabadell F. C. |  |  |

| Ida; 04 de octubre de 1989 | Sestao S. C. | 0:2 | R. C. Celta de Vigo |  |  |

| Vuelta; 25 de octubre de 1989 | R. C. Celta de Vigo | 1:1 (Global 3:1) | Sestao S. C. |  |  |

| Ida; 04 de octubre de 1989 | Elche C. F. | 0:0 | R. Sporting de Gijón |  |  |

| Vuelta; 25 de octubre de 1989 | R. Sporting de Gijón | 0:0 (t. s.)(3-1 p.)(Global 0:0) | Elche C. F. |  |  |

| Ida; 04 de octubre de 1989 | C. Atlético Madrileño | 2:2 | Real Sociedad de F. |  |  |

| Vuelta; 25 de octubre de 1989 | Real Sociedad de F. | 3:2 (Global 5:4) | C. Atlético Madrileño |  |  |

| Ida; 04 de octubre de 1989 | F. C. Barcelona Atlético | 1:1 | Cádiz C. F. |  |  |

| Vuelta; 01 de noviembre de 1989 | Cádiz C. F. | 2:2 (t. s.)(3-1 p.)(Global 3:3) | F. C. Barcelona Atlético |  |  |

| Ida; 04 de octubre de 1989 | C. D. Tenerife | 2:2 | A. D. Rayo Vallecano |  |  |

| Vuelta; 25 de octubre de 1989 | A. D. Rayo Vallecano | 1:3 (Global 3:5) | C. D. Tenerife |  |  |

## Octavos de final

### Cuadro
| Equipo 1                  | Agr.       | Equipo 2             | Ida | Vuelta |
| ------------------------- | ---------- | -------------------- | --- | ------ |
| Real Valladolid Deportivo | 9-3        | C. D. Málaga         | 6-1 | 3-2    |
| Real Betis Balompié       | 1-2        | Cádiz C. F.          | 1-0 | 0-2    |
| C. D. Tenerife            | 0-3        | R. Sporting de Gijón | 0-0 | 0-3    |
| Real Oviedo C. F.         | 1-2        | Real Zaragoza C. D.  | 0-1 | 1-1    |
| Athletic Club             | 0-2        | F. C. Barcelona      | 0-1 | 0-1    |
| C. E. Sabadell F. C.      | 3-3 (pen.) | Real Sociedad de F.  | 1-0 | 2-3    |
| C. Atlético de Madrid     | 0-2        | Real Madrid C. F.    | 0-0 | 0-2    |
| Valencia C. F.            | 5-0        | R. C. Celta de Vigo  | 5-0 | 0-0    |

### Partidos
| Ida; 08 de noviembre de 1989 | Real Valladolid Deportivo | 6:1 | C. D. Málaga |  |  |

| Vuelta; 20 de diciembre de 1989 | C. D. Málaga | 2:3 (Global 3:9) | Real Valladolid Deportivo |  |  |

| Ida; 08 de noviembre de 1989 | Real Betis Balompié | 1:0 | Cádiz C. F. |  |  |

| Vuelta; 29 de noviembre de 1989 | Cádiz C. F. | 2:0 (Global 2:1) | Real Betis Balompié |  |  |

| Ida; 08 de noviembre de 1989 | C. D. Tenerife | 0:0 | R. Sporting de Gijón |  |  |

| Vuelta; 29 de noviembre de 1989 | R. Sporting de Gijón | 3:0 (Global 3:0) | C. D. Tenerife |  |  |

| Ida; 08 de noviembre de 1989 | Real Oviedo C. F. | 0:1 | Real Zaragoza C. D. |  |  |

| Vuelta; 29 de noviembre de 1989 | Real Zaragoza C. D. | 1:1 (Global 2:1) | Real Oviedo C. F. |  |  |

| Ida; 08 de noviembre de 1989 | Athletic Club | 0:1 | F. C. Barcelona |  |  |

| Vuelta; 29 de noviembre de 1989 | F. C. Barcelona | 1:0 (Global 2:0) | Athletic Club |  |  |

| Ida; 08 de noviembre de 1989 | C. E. Sabadell F. C. | 1:0 | Real Sociedad de F. |  |  |

| Vuelta; 29 de noviembre de 1989 | Real Sociedad de F. | 3:2 (t. s.)(6-5 p.)(Global 3:3) | C. E. Sabadell F. C. |  |  |

| Ida; 08 de noviembre de 1989 | C. Atlético de Madrid | 0:0 | Real Madrid C. F. |  |  |

| Vuelta; 30 de noviembre de 1989 | Real Madrid C. F. | 2:0 (Global 2:0) | C. Atlético de Madrid |  |  |

| Ida; 22 de noviembre de 1989 | Valencia C. F. | 5:0 | R. C. Celta de Vigo |  |  |

| Vuelta; 06 de diciembre de 1989 | R. C. Celta de Vigo | 0:0 (Global 0:5) | Valencia C. F. |  |  |

## Cuartos de final

### Cuadro
| Equipo 1             | Agr.       | Equipo 2                  | Ida | Vuelta |
| -------------------- | ---------- | ------------------------- | --- | ------ |
| Real Zaragoza C. D.  | 2-2 (pen.) | Valencia C. F.            | 2-1 | 0-1    |
| R. Sporting de Gijón | 1-2        | Cádiz C. F.               | 0-0 | 1-2    |
| Real Madrid C. F.    | 3-1        | Real Valladolid Deportivo | 3-0 | 0-1    |
| Real Sociedad de F.  | 3-4        | F. C. Barcelona           | 0-1 | 3-3    |

### Partidos
| Ida; 09 de enero de 1990 | Real Zaragoza C. D. | 2:1 | Valencia C. F. |  |  |

| Vuelta; 24 de enero de 1990 | Valencia C. F. | 1:0 (t. s.)(3-1 p.)(Global 2:2) | Real Zaragoza C. D. |  |  |

| Ida; 10 de enero de 1990 | R. Sporting de Gijón | 0:0 | Cádiz C. F. |  |  |

| Vuelta; 25 de enero de 1990 | Cádiz C. F. | 2:1 (Global 2:1) | R. Sporting de Gijón |  |  |

| Ida; 10 de enero de 1990 | Real Madrid C. F. | 3:0 | Real Valladolid Deportivo |  |  |

| Vuelta; 23 de enero de 1990 | Real Valladolid Deportivo | 1:0 (Global 1:3) | Real Madrid C. F. |  |  |

| Ida; 17 de enero de 1990 | Real Sociedad de F. | 0:1 | F. C. Barcelona |  |  |

| Vuelta; 24 de enero de 1990 | F. C. Barcelona | 3:3 (Global 4:3) | Real Sociedad de F. |  |  |

## Semifinales

### Cuadro
| Equipo 1        | Agr. | Equipo 2          | Ida | Vuelta |
| --------------- | ---- | ----------------- | --- | ------ |
| F. C. Barcelona | 3-2  | Valencia C. F.    | 2-1 | 1-1    |
| Cádiz C. F.     | 0-4  | Real Madrid C. F. | 0-1 | 0-3    |

### Partidos
| Ida; 07 de febrero de 1990 | F. C. Barcelona | 2:1 | Valencia C. F. |  |  |

| Vuelta; 28 de febrero de 1990 | Valencia C. F. | 1:1 (Global 2:3) | F. C. Barcelona |  |  |

| Ida; 07 de febrero de 1990 | Cádiz C. F. | 0:1 | Real Madrid C. F. |  |  |

| Vuelta; 28 de febrero de 1990 | Real Madrid C. F. | 3:0 (Global 4:0) | Cádiz C. F. |  |  |

## Final
| 05 de abril de 1990 | F. C. Barcelona        | 2:0     | Real Madrid C. F. | Estadio Luis Casanova, Valencia                                 |                                                                 |
| 20:00               | Amor 40' · Salinas 74' | Reporte |                   | Asistencia: 45 250 espectadores Árbitro(s): Raúl García de Loza | Asistencia: 45 250 espectadores Árbitro(s): Raúl García de Loza |

| 1  | POR | Andoni Zubizarreta  |     |
| 3  | DEF | José Ramón Alexanco |     |
| 4  | DEF | Ronald Koeman       |     |
| 2  | DEF | Aloísio Pires       | 23' |
| 5  | MED | Guillermo Amor      | 70' |
| 6  | MED | José Mari Bakero    |     |
| 10 | MED | Robert Fernández    |     |
| 8  | MED | Eusebio Sacristán   |     |
| 9  | DEL | Michael Laudrup     |     |
| 7  | DEL | Julio Salinas       |     |
| 11 | DEL | Txiki Begiristain   |     |
| DT | DT  | Johan Cruyff        |     |

| 1  | POR | Paco Buyo             |     |
| 2  | DEF | Chendo                |     |
| 4  | DEF | Fernando Hierro       |     |
| 6  | DEF | Oscar Ruggeri         |     |
| 5  | DEF | Manuel Sanchís        |     |
| 3  | DEF | Rafael Gordillo       |     |
| 8  | MED | Míchel González       | 75' |
| 11 | MED | Bernd Schuster        |     |
| 10 | MED | Rafael Martín Vázquez |     |
| 7  | DEL | Emilio Butragueño     | 63' |
| 9  | DEL | Hugo Sánchez          |     |
| DT | DT  | John Benjamin Toshack |     |

| 12 | DEF | Ricardo Serna | 23' |
| 16 | MED | Miquel Soler  | 70' |

| 15 | DEF | Julio Llorente | 63' |
| 12 | MED | Adolfo Aldana  | 75' |

|  | 40' | Guillermo Amor | 1-0 |
|  | 74' | Julio Salinas  | 2-0 |

|  | 6'  | Guillermo Amor      |
|  | 51' | Julio Salinas       |
|  | 61' | Ronald Koeman       |
|  | 88' | José Ramón Alexanko |

|  | 3'  | Míchel          |
|  | 32' | Fernando Hierro |

|  | 45' | Fernando Hierro |

| Árbitro: | Raúl García de Loza |
| Reporte  |                     |

| 1  | POR | Andoni Zubizarreta  |     |
| 3  | DEF | José Ramón Alexanco |     |
| 4  | DEF | Ronald Koeman       |     |
| 2  | DEF | Aloísio Pires       | 23' |
| 5  | MED | Guillermo Amor      | 70' |
| 6  | MED | José Mari Bakero    |     |
| 10 | MED | Robert Fernández    |     |
| 8  | MED | Eusebio Sacristán   |     |
| 9  | DEL | Michael Laudrup     |     |
| 7  | DEL | Julio Salinas       |     |
| 11 | DEL | Txiki Begiristain   |     |
| DT | DT  | Johan Cruyff        |     |

| 1  | POR | Paco Buyo             |     |
| 2  | DEF | Chendo                |     |
| 4  | DEF | Fernando Hierro       |     |
| 6  | DEF | Oscar Ruggeri         |     |
| 5  | DEF | Manuel Sanchís        |     |
| 3  | DEF | Rafael Gordillo       |     |
| 8  | MED | Míchel González       | 75' |
| 11 | MED | Bernd Schuster        |     |
| 10 | MED | Rafael Martín Vázquez |     |
| 7  | DEL | Emilio Butragueño     | 63' |
| 9  | DEL | Hugo Sánchez          |     |
| DT | DT  | John Benjamin Toshack |     |

| 12 | DEF | Ricardo Serna | 23' |
| 16 | MED | Miquel Soler  | 70' |

| 15 | DEF | Julio Llorente | 63' |
| 12 | MED | Adolfo Aldana  | 75' |

|  | 40' | Guillermo Amor | 1-0 |
|  | 74' | Julio Salinas  | 2-0 |

|  | 6'  | Guillermo Amor      |
|  | 51' | Julio Salinas       |
|  | 61' | Ronald Koeman       |
|  | 88' | José Ramón Alexanko |

|  | 3'  | Míchel          |
|  | 32' | Fernando Hierro |

|  | 45' | Fernando Hierro |

| Árbitro: | Raúl García de Loza |
| Reporte  |                     |

|                         |
|                         |
| Campeón F. C. Barcelona |
| 22.° título             |